# Edwardsiella andrillae
Edwardsiella andrillae es una especie de anémona de mar que pasa su vida anclada debajo de la capa de hielo marino en las costas de la Antártida. Fue descubierta en diciembre del 2010 durante una prueba de un robot submarino por un grupo de investigadores del Antarctic Geological Drilling (ANDRILL) Program. La anémona fue nombrada en referencia al citado Programa.

## Descripción
Según los científicos, las anémonas medían menos de 3 cm de largo al estar contraídas, pero contaban entre 20 a 24 tentáculos y se expandían hasta alcanzar un tamaño de 3 a 4 veces su tamaño original cuando estaban relajadas. Ello incluía 8 tentáculos más largos ubicados en un anillo central alrededor de la parte inferior del animal, y entre 12 a 16 tentáculos en un anillo exterior.

## Distribución
Hasta enero del 2014, la anémona solo ha sido observada debajo de la barrera de hielo de Ross.

## Hábitat
No queda claro cual es el mecanismo mediante el cual la especie se adosa a la placa de hielo marino, ya que no puede enterrarse en el hielo como hacen otros miembros de la familia en la arena. Adicionalmente, los científicos no están seguros sobre como es que la especie sobrevive a las temperaturas existentes sin congelarse, y cual es su método de reproducción. Se ha especulado que estas criaturas se alimentan del plancton en el agua.